# Kvitneve, Bilohirea
Kvitneve (în ucraineană Квітневе) este localitatea de reședință a comunei Kvitneve din raionul Bilohirea, regiunea Hmelnîțkîi, Ucraina.

## Demografie
Componența lingvistică a localității Kvitneve
     Ucraineană (99,12%)
     Alte limbi (0,58%)
Conform recensământului din 2001, majoritatea populației localității Kvitneve era vorbitoare de ucraineană (99,12%), existând în minoritate și vorbitori de alte limbi.